# Charles Emory Patton

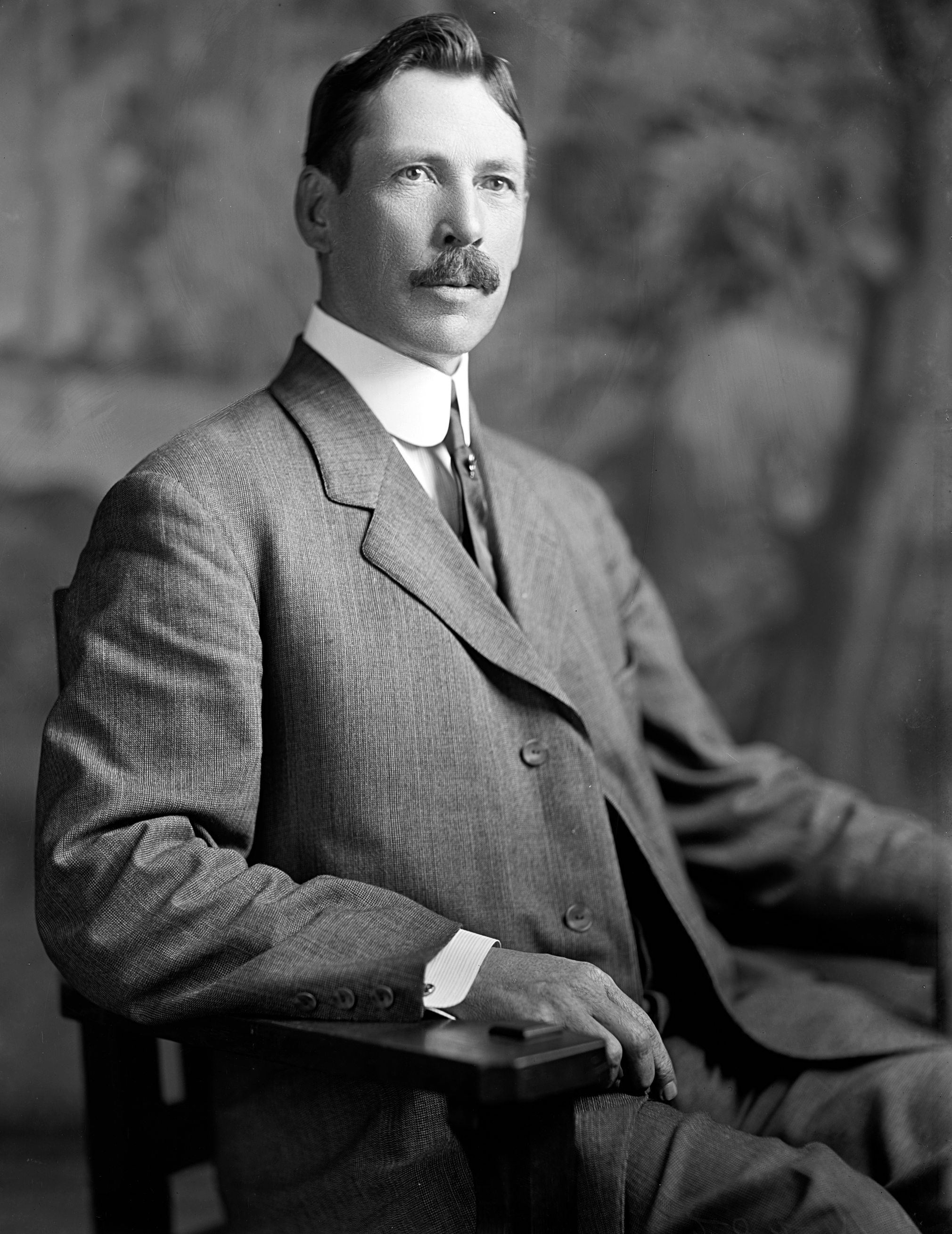
Charles Emory Patton

Charles Emory Patton (* 5. Juli 1859 in Curwensville, Clearfield County, Pennsylvania; † 15. Dezember 1937 bei West Grove, Pennsylvania) war ein US-amerikanischer Politiker. Zwischen 1911 und 1915 vertrat er den Bundesstaat Pennsylvania im US-Repräsentantenhaus.

## Werdegang
Charles Patton war der Sohn des Kongressabgeordneten John Patton (1823–1897) und der jüngere Bruder von US-Senator John Patton Jr. (1850–1907) aus Michigan. Er besuchte die öffentlichen Schulen seiner Heimat. Im Jahr 1878 absolvierte er das Dickinson Seminary in Williamsport. Danach arbeitete er in der Holzbranche. Später leitete er die Firma Curwensville Electric Co. Außerdem wurde er in der Baubranche und im Bankgewerbe tätig. Er war auch Direktor bei der Curwensville National Bank. In seiner Heimatstadt war er außerdem Präsident des Schulausschusses, Mitglied im Gemeinderat und Ortsvorsteher (Burgess).
Politisch schloss sich Patton der Republikanischen Partei an. Bei den Kongresswahlen des Jahres 1910 wurde er im 21. Wahlbezirk von Pennsylvania in das US-Repräsentantenhaus in Washington, D.C. gewählt, wo er am 4. März 1911 die Nachfolge von Charles Frederick Barclay antrat. Nach einer Wiederwahl konnte er bis zum 3. März 1915 zwei Legislaturperioden im Kongress absolvieren. Während dieser Zeit wurden der 16. und der 17. Verfassungszusatz ratifiziert. Im Jahr 1914 verzichtete er auf eine weitere Kandidatur.
Zwischen 1915 und 1920 war Charles Patton Landwirtschaftsminister des Staates Pennsylvania. Danach bewirtschaftete er seine Farm im Chester County, auf der er am 15. Dezember 1937 verstarb. Er wurde in seinem Geburtsort Curwensville beigesetzt.